# (100529) 1997 CA11
(100529) 1997 CA11 es un asteroide perteneciente al cinturón de asteroides, descubierto el 3 de febrero de 1997 por el equipo del Spacewatch desde el Observatorio Nacional de Kitt Peak, Arizona, Estados Unidos.

## Designación y nombre
Designado provisionalmente como 1997 CA11.

## Características orbitales
1997 CA11 está situado a una distancia media del Sol de 2,407 ua, pudiendo alejarse hasta 2,648 ua y acercarse hasta 2,165 ua. Su excentricidad es 0,100 y la inclinación orbital 7,819 grados. Emplea 1364,20 días en completar una órbita alrededor del Sol.

## Características físicas
La magnitud absoluta de 1997 CA11 es 16,4.